# Hippaphesis granicornis
Hippaphesis granicornis är en skalbaggsart som först beskrevs av Leon Fairmaire 1879.  Hippaphesis granicornis ingår i släktet Hippaphesis och familjen långhorningar.
Artens utbredningsområde är Fiji. Inga underarter finns listade i Catalogue of Life.